# Patinação artística no Festival Olímpico Europeu da Juventude de Inverno de 2015
As competições de patinação artística no Festival Olímpico Europeu da Juventude de Inverno de 2015 foram disputadas em Dornbirn, Áustria, entre 26 de janeiro e 28 de janeiro de 2015.

## Medalhistas
| Evento                          | Ouro                        | Prata                          | Bronze                | Ref.  |
| ------------------------------- | --------------------------- | ------------------------------ | --------------------- | ----- |
| Individual masculino (detalhes) | Ivan Pavlov · Ucrânia       | Deniss Vasiļjevs · Letônia     | Dmitri Aliev · Rússia | [ 1 ] |
| Individual feminino (detalhes)  | Alexandra Proklova · Rússia | Lea Johanna Dastich · Alemanha | Léa Serna · França    | [ 1 ] |

## Resultados

### Individual masculino
| Pos.              | Nome               | Nacionalidade    | Pontos | PC         | PL         |
| ----------------- | ------------------ | ---------------- | ------ | ---------- | ---------- |
| Medalha de ouro   | Ivan Pavlov        | Ucrânia          | 200.15 | 69.64 (2)  | 130.51 (1) |
| Medalha de prata  | Deniss Vasiļjevs   | Letônia          | 197.72 | 70.10 (1)  | 127.62 (2) |
| Medalha de bronze | Dmitri Aliev       | Rússia           | 184.48 | 62.66 (3)  | 121.82 (3) |
| 4                 | Matteo Rizzo       | Itália           | 171.99 | 58.40 (4)  | 113.59 (4) |
| 5                 | Irakli Maysuradze  | Geórgia          | 168.43 | 56.49 (5)  | 111.94 (5) |
| 6                 | Petr Kotlařík      | República Tcheca | 158.97 | 54.89 (6)  | 104.08 (6) |
| 7                 | Aleix Gabara Xancó | Espanha          | 152.11 | 48.14 (9)  | 103.97 (7) |
| 8                 | Luc Economides     | França           | 145.13 | 50.95 (7)  | 94.18 (8)  |
| 9                 | Roman Galay        | Finlândia        | 143.51 | 50.43 (8)  | 93.08 (9)  |
| 10                | Josh Brown         | Reino Unido      | 133.72 | 45.02 (11) | 88.70 (10) |
| 11                | Daniil Zurav       | Estônia          | 129.70 | 48.02 (10) | 81.68 (12) |
| 12                | Artsiom Tseluiko   | Bielorrússia     | 124.46 | 39.34 (14) | 85.12 (11) |
| 13                | Alexander Borovoj  | Hungria          | 120.47 | 43.48 (12) | 76.99 (14) |
| 14                | Jakub Kršňák       | Eslováquia       | 118.70 | 43.34 (13) | 75.36 (15) |
| 15                | Nurullah Sahaka    | Suíça            | 115.64 | 37.43 (15) | 78.21 (13) |
| 16                | Ryszard Gurtler    | Polônia          | 108.15 | 33.44 (16) | 74.71 (16) |
| 17                | Efe Görkmen        | Turquia          | 85.15  | 32.89 (17) | 52.26 (17) |
| 18                | Flavius Luca       | Romênia          | 73.37  | 24.70 (18) | 48.67 (18) |

### Individual feminino
| Pos.              | Nome                         | Nacionalidade        | Pontos | PC         | PL         |
| ----------------- | ---------------------------- | -------------------- | ------ | ---------- | ---------- |
| Medalha de ouro   | Alexandra Proklova           | Rússia               | 152.86 | 50.75 (2)  | 102.11 (1) |
| Medalha de prata  | Lea Johanna Dastich          | Alemanha             | 142.24 | 49.03 (4)  | 93.21 (2)  |
| Medalha de bronze | Léa Serna                    | França               | 131.20 | 49.04 (3)  | 82.16 (4)  |
| 4                 | Jenni Saarinen               | Finlândia            | 128.93 | 43.69 (8)  | 85.24 (3)  |
| 5                 | Angelina Kučvaļska           | Letônia              | 126.46 | 46.46 (5)  | 80.00 (5)  |
| 6                 | Guia Maria Tagliapietra      | Itália               | 123.27 | 44.39 (7)  | 78.88 (6)  |
| 7                 | Anastasia Galustyan          | Armênia              | 122.97 | 52.94 (1)  | 70.03 (10) |
| 8                 | Anna Dušková                 | República Tcheca     | 118.85 | 46.29 (6)  | 72.56 (9)  |
| 9                 | Fruzsina Medgyesi            | Hungria              | 118.62 | 41.26 (10) | 77.36 (7)  |
| 10                | Danielle Harrison            | Reino Unido          | 107.73 | 31.40 (22) | 76.33 (8)  |
| 11                | Matilde Gianocca             | Suíça                | 102.50 | 36.12 (14) | 66.38 (12) |
| 12                | Alexandra Hagarová           | Eslováquia           | 101.77 | 39.43 (11) | 62.34 (14) |
| 13                | Juni Marie Benjaminsen       | Noruega              | 101.13 | 33.89 (17) | 67.24 (11) |
| 14                | Aleksandra Golovkina         | Lituânia             | 99.70  | 42.56 (9)  | 57.14 (18) |
| 15                | Kyarha Van Tiel              | Países Baixos        | 99.35  | 37.21 (13) | 62.14 (15) |
| 16                | Loena Hendrickx              | Bélgica              | 98.55  | 33.97 (16) | 64.58 (13) |
| 17                | Dariya Gozhva                | Ucrânia              | 95.47  | 38.44 (12) | 57.03 (19) |
| 18                | Selin Hafızoğlu              | Turquia              | 93.99  | 32.22 (21) | 61.77 (16) |
| 19                | Yelizaveta Ausiukevich       | Bielorrússia         | 91.40  | 33.26 (18) | 58.14 (17) |
| 20                | Lara Nikola Roth             | Áustria              | 89.50  | 35.21 (15) | 54.29 (22) |
| 21                | Teodora Markova              | Bulgária             | 88.68  | 33.04 (20) | 55.64 (20) |
| 22                | Diana Reinsalu               | Estônia              | 87.34  | 33.25 (19) | 54.09 (23) |
| 23                | Agnieszka Rejment            | Polônia              | 85.37  | 30.40 (24) | 54.97 (21) |
| 24                | Lana Petranović              | Croácia              | 81.63  | 31.24 (23) | 50.39 (26) |
| 25                | Nina Polšak                  | Eslovênia            | 80.80  | 27.46 (27) | 53.34 (24) |
| 26                | Maria Martinez Garcia        | Espanha              | 79.88  | 29.47 (25) | 50.41 (25) |
| 27                | Kristín Valdís Örnólfsdóttir | Islândia             | 77.65  | 29.40 (26) | 48.25 (28) |
| 28                | Zselyke Kenéz                | Romênia              | 75.78  | 27.38 (28) | 48.40 (27) |
| 29                | Alexandra Of Hanover         | Mônaco               | 37.16  | 11.72 (29) | 25.44 (29) |
| 30                | Alma Šehić                   | Bósnia e Herzegovina | 25.20  | 11.08 (30) | 14.12 (30) |

## Quadro de medalhas
| Ordem | País     | Medalha de ouro | Medalha de prata | Medalha de bronze |   | Ordem por total |
| ----- | -------- | --------------- | ---------------- | ----------------- | - | --------------- |
| 1     | Rússia   | 1               |                  | 1                 | 2 | 1               |
| 2     | Ucrânia  | 1               |                  |                   | 1 | 2               |
| 3     | Alemanha |                 | 1                |                   | 1 | 2               |
| 3     | Letônia  |                 | 1                |                   | 1 | 2               |
| 5     | França   |                 |                  | 1                 | 1 | 2               |
| TOTAL | TOTAL    | 2               | 2                | 2                 | 6 | —               |